# Château de Jaidhof
Le château de Jaidhof est un château à Jaidhof, en Autriche.

## Histoire
Vraisemblablement construit à l'époque des Babenberg, le "Jaedthoff" construit à l'origine comme un château-fort est mentionné pour la première fois en 1381. En 1662, l'homme d'État impérial Georg Ludwig von Sinzendorf acquiert la propriété avec la seigneurie de Gföhl et la fait agrandir en château les années suivantes. En 1884, l'entrepreneur autrichien Wilhelm von Gutmann achète le château de Jaidhof et le fait moderniser en profondeur par l'architecte Max von Ferstel. Son fils Max von Gutmann achève les rénovations de son père. Après l'expropriation de la famille Gutmann par les nazis en 1938 sans compensation, le château de Jaidhof sert de château de formation et de caserne à Gau jusqu'en 1945.
Après la Seconde Guerre mondiale, le château de Jaidhof et les terres associées sont confisqués par l'Administration de la propriété soviétique en Autriche et doivent être rachetés par la famille Gutmann. En 1985, la propriété est mise en location par le propriétaire de l'époque, Rosa Gutmann, à la Fraternité sacerdotale Saint-Pie-X. Après sa mort en 2003, elle le leur lègue. Les terres restent la propriété de la famille. Le château de Jaidhof est aujourd'hui le siège de la Société des prêtres de tous les États de l'ancienne monarchie de Habsbourg : Autriche, Tyrol du Sud, République tchèque, Slovaquie, Hongrie, Slovénie et Croatie. Il est également utilisé pour des séminaires, des stages et des activités de jeunesse.

## Bâtiment
Le château de Jaidhof se situe au centre de la commune de Jaidhof. Le bâtiment a le plan de sol d'un bâtiment d'une cour d'honneur baroque de trois étages à l'extérieur et deux étages dans la cour. La façade a une structure classique avec des bandes de pilastres et des cadres de fenêtres d'environ 1800, mais est repensée dans la seconde moitié du XIXe siècle dans le style de l'historicisme. Des lucarnes et de nombreuses cheminées sont visibles sur les toits à pignon. L'aile principale a un pignon triangulaire à l'extérieur et côté cour au-dessus de la saillie centrale ainsi que des arènes à piliers néoclassiques avec des balustrades qui sont partiellement vitrées et partiellement ouvertes comme une salle à piliers. Au-dessus s'élève une tour à trois niveaux avec un petit oignon. Un vaste jardin anglais avec des étangs et les restes d'un pavillon s'étend au-delà de la zone à l'est du château.